# Дерфельдт, Антон Антонович
Антон Антонович Дерфельдт, Дерфельдт-сын (собственно Дёрфельдт, нем. Dörfeldt; 8 августа 1810 — 12 января 1869) — российский военный дирижёр и композитор. Сын Антона Дёрфельдта (отца).

## Биография
Учился музыке в Париже. В 1830 году принял участие во французском вооружённом вторжении в Алжир. Поскольку Дёрфельдт был подданным Российской империи и не получил на это приключение разрешения представителя российских властей, по возвращении в Россию он был сослан рядовым на Кавказ. Затем ему было разрешено вернуться в Санкт-Петербург, где он стал капельмейстером одного из гвардейских полков, затем помощником капельмейстера гвардии, а с 1850 года — главным гвардейским капельмейстером, как и его отец. Дерфельдту-младшему принадлежит около сотни романсов, нередко тяготеющих к балладе; романс «Не отходи от меня» на стихи Афанасия Фета поют герои в романе И. С. Тургенева «Накануне». Выполнил также ряд переложений для военного оркестра. Под его редакцией выходил журнал музыкальных произведений «Альбом для военной музыки».
Похоронен на Выборгском римско-католическом кладбище в Санкт-Петербурге.